# Trombocytopenie
Trombocytopenie (ook wel trombopenie genoemd) betekent dat er te weinig bloedplaatjes (trombocyten) in het bloed aanwezig zijn. Normaal heeft men tussen de 150 en 450 miljard bloedplaatjes per liter bloed. (Bij het bepalen hiervan is het wel van groot belang de telling snel na het afnemen te doen, aangezien het aantal bloedplaatjes hierna snel daalt). Boven de 50 miljard bloedplaatjes is er klinisch zelden een probleem.

## Oorzaak
De oorzaak van het symptoom kan liggen in een verminderde aanmaak, in een verhoogd verbruik, in het wegvangen van bloedplaatjes door een orgaan zoals de milt, of in een combinatie hiervan. 
Normaal breekt de milt bloedplaatjes die niet meer actief zijn af. Bij trombocytopenie breekt de milt soms ook nog actieve bloedplaatjes af. De bloedplaatjes van gezonde mensen (tussen de 150 tot 450 miljard per liter bloed) zijn ongeveer 10 dagen actief. Het lichaam maakt normaal continu grote aantallen bloedplaatjes aan. 
- verminderde aanmaak
  - gebrek aan vitamine B12 of foliumzuur
  - beenmerginfiltratie zoals leukemie of myelodysplastisch syndroom
  - erfelijke ziektes zoals het TAR-syndroom, syndroom van Wiskott-Aldrich of X-gebonden trombocytopenie
  - chemotherapie of bestraling
- perifeer verbruik
  - idiopathische trombocytopenische purpura (ITP)
  - trombotische trombocytopenische purpura (TTP)
  - hemolytisch-uremisch syndroom (HUS)
  - Gedissemineerde intravasculaire coagulatie (DIC) ofwel Diffuus Intravasale Stolling (DIS)
  - paroxismale nachtelijke hemoglobinurie
  - antifosfolipidensyndroom
  - door reacties op medicijnen:
    - veel gangbare middelen veroorzaken soms trombocytopenie. Valproaat en chemotherapeutica doen dat soms in een dosis-afhankelijke mate door beenmergonderdrukking; andere geneesmiddelen veroorzaken soms trombocytopenie door immunologische mechanismen. Hierin zijn ook weer twee typen te onderscheiden: 
      - het Fab deel van de antistof wordt aan plaatjes gebonden onder invloed van het geneesmiddel;, waardoor deze worden vernietigd. Het Fc-deel van het antilichaam is hierbij niet betrokken. voorbeeld: kinidinemiddelen.
      - Het Fab-deel van een antilichaam bindt aan plaatjesfactor 4 (PF4). Bij aanwezigheid van heparine of andere geneesmiddelen bindt het Fc deel zich aan receptoren op de bloedplaatjes waardoor de plaatjes geactiveerd worden.

Ook knokkelkoorts (dengue) is een bekende oorzaak van trombocytopenie gepaard gaande met koorts.

## Veel voorkomende vormen
- ITP, idiopathische trombocytopenische purpura of de ziekte van Werlhof.
- trombocytopenie bij beenmergverdringing.

## Zeldzame vormen
- VIPIT, Vaccine-Induced Prothrombotic Immune Thrombocytopenia is een zeldzame vorm van vaccinatieschade die kan optreden na het toedienen van het coronavaccin van AstraZeneca.[1]
- HIT, ernstige door heparine geïnitieerde vorm van thrombocytopenie.[2]
- Pseudotrombocytopenie laboratorium onderzoek en beoordeling.Pseudotrombocytopenie ontstaan door trombocytenaggregatie(verkleving van trombocyten) o.i.v. EDTA in volbloed.

## Therapie

### Medicatie
Bij kinderen (tot ongeveer 10 jaar) is meestal sprake van ITP, en wordt de trombocytopenie vaak niet behandeld. In de meeste gevallen gaat het vanzelf over. Bij volwassenen wordt vaak meteen ingegrepen. Meestal worden ze met Prednison behandeld, maar soms wordt gammaglobuline toegepast. Dat laatste is echter duurder en heeft zijn eigen risico's - het wordt bereid uit bloed van donoren.
Omdat bloedplaatjes maar zo kort blijven bestaan in de circulatie is het geven van transfusies met bloedplaatjes geen optie, behalve in een acute situatie en in die gevallen waarin er een vooruitzicht is dat de productie spontaan weer op gang zal komen.
Tegenwoordig bestaat er ook de mogelijkheid om TPO-receptor-agonisten zoals romiplostim (Nplate) en eltrombopag (Revolade) in te zetten. De TPO-receptor-agonisten grijpen aan op de TPO-receptoren van de megakaryocyten in het beenmerg en zetten deze aan tot het produceren van meer trombocyten. Deze nieuwe behandelmethode richt zich, in tegenstelling tot de standaardbehandeling, niet op het onderdrukken van de afbraak van de trombocyten, maar op de verbetering van de (verstoorde) aanmaak.

### Milt verwijderen
Als medicatie niet voldoende helpt, wordt soms het verwijderen van de milt (een splenectomie) ingezet als tweedelijnsbehandeling. Dit zal bij ongeveer 70% van de mensen de symptomen verhelpen. Door de miltverwijdering wordt de patiënt vatbaarder voor andere ziekten en wordt hij vaak voor de operatie voor veel ziekten gevaccineerd.

## Verschijnselen van Trombocytopenie
Deze berusten allemaal op bloedingen.

### Niet ernstige verschijnselen
- Vaak last hebben van een bloedneus
- Purpura
- Blauwe plekken;
- Puntbloedinkjes (Petechiën);
- Bloedingen huid en/of slijmvliezen;
- Slijmvliesbloedingen, ook samen met puntbloedinkjes; bijvoorbeeld bij het tandenpoetsen, of bij de menstruatie die veelal lang duurt en heftig is.

Dit kan ook in de periode zonder de menstruatie.

### Ernstige verschijnselen
- Bloedingen in het maag-darmkanaal. Deze zijn waar te nemen door bloedbraken en bloed in de ontlasting die daardoor glimmend zwart kleurt (melaena);
- Nier- of urinewegbloeding en (overmatig) bloed(stolsel) verlies via de vagina. Een nier- of urinewegbloeding wordt zichtbaar door bloed in de urine;
- Hersenbloeding, meestal hersenvliesbloeding, wordt zelden waargenomen.